# Houville-en-Vexin
Houville-en-Vexin é uma comuna francesa na região administrativa da Normandia, no departamento de Eure. Estende-se por uma área de 7,95 km². Em 2010 a comuna tinha 238 habitantes (densidade: 29,9 hab./km²).